# Округ Николет (Минесота)
Николет (енгл. Nicollet County) је округ у америчкој савезној држави Минесота.

## Демографија
По попису из 2010. године број становника је 32.727, што је 2.956 (9,9%) становника више него 2000. године.
| Група             | 2000.          | 2010.          |
| Белци             | 28.405 (95,4%) | 29.944 (91,5%) |
| Афроамериканци    | 239 (0,8%)     | 667 (2,0%)     |
| Азијати           | 339 (1,1%)     | 431 (1,3%)     |
| Хиспаноамериканци | 535 (1,8%)     | 1.226 (3,7%)   |
| Укупно            | 29.771         | 32.727         |